# Franciszek de Paula Castello y Aleu
Francisco de Paula Castelló y Aleu (ur. 19 kwietnia 1914 w Alicante; zm. 29 września 1936) – hiszpański błogosławiony Kościoła katolickiego. 
Miał dwoje rodzeństwa. Ukończył studia w Wyższym Instytucie Inżynierów Chemików w Oviedo, a także uczestniczył w działalności politycznej Jezuitów. Był członkiem Akcji Katolickiej. Został powołany do służby wojskowej. Podczas trwania wojny domowej w Hiszpanii został zamordowany.
Beatyfikował go w grupie Józef Aparicio Sanz i 232 towarzyszy papież Jan Paweł II w dniu 11 marca 2001 roku.